# 佩耶罗尔 (康塔尔省)
佩耶罗尔（法語：Pailherols）是法国康塔尔省的一个市镇，属于歐里亞克區（Aurillac）塞尔河畔维克县（Vic-sur-Cère）。该市镇总面积25.98平方公里，2009年时的人口为127人。

## 人口
佩耶罗尔人口变化图示
| 数据来源：INSEE |